# Kraaienplein

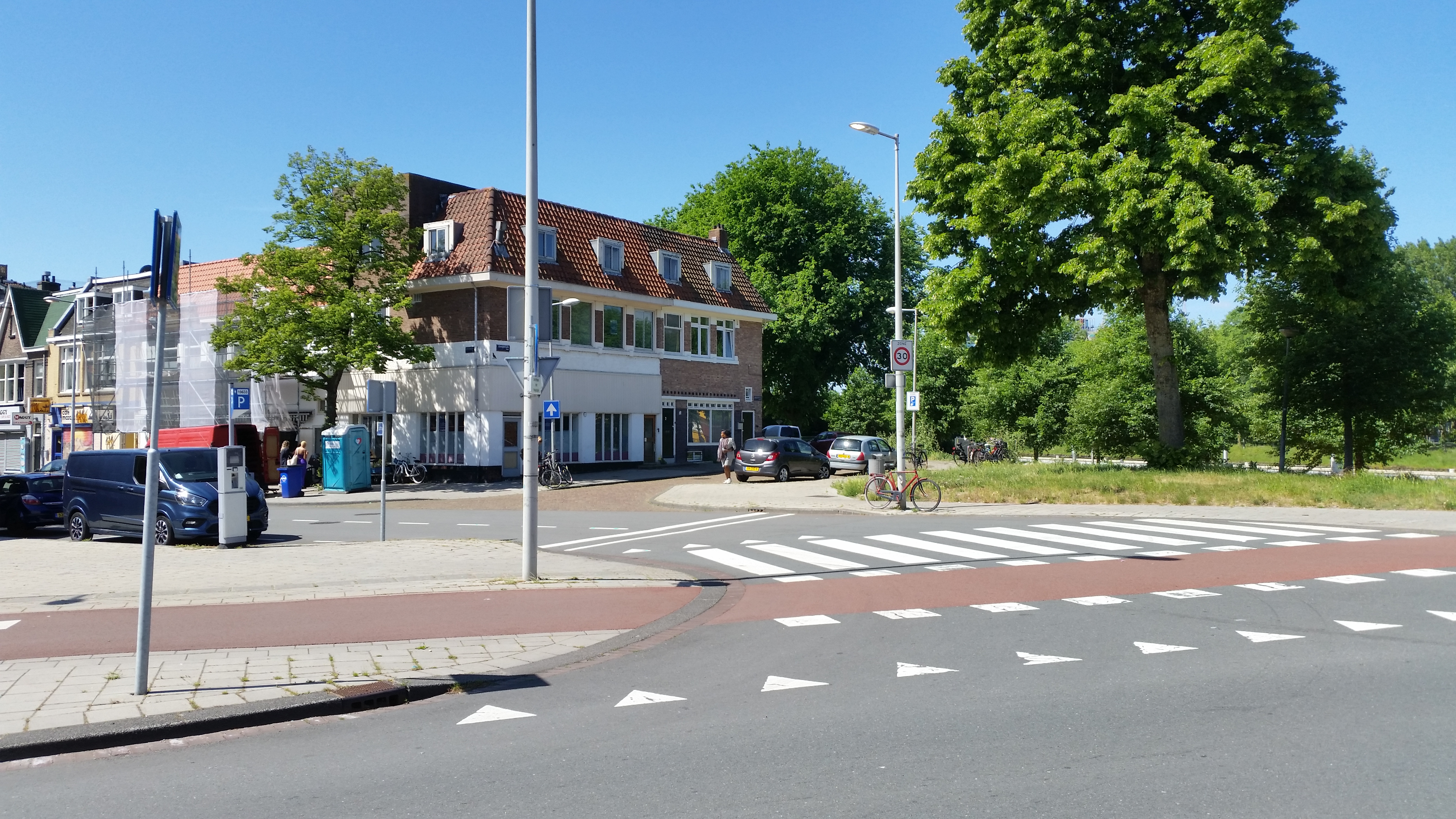
Kraaienplein 2-6 (mei 2020)

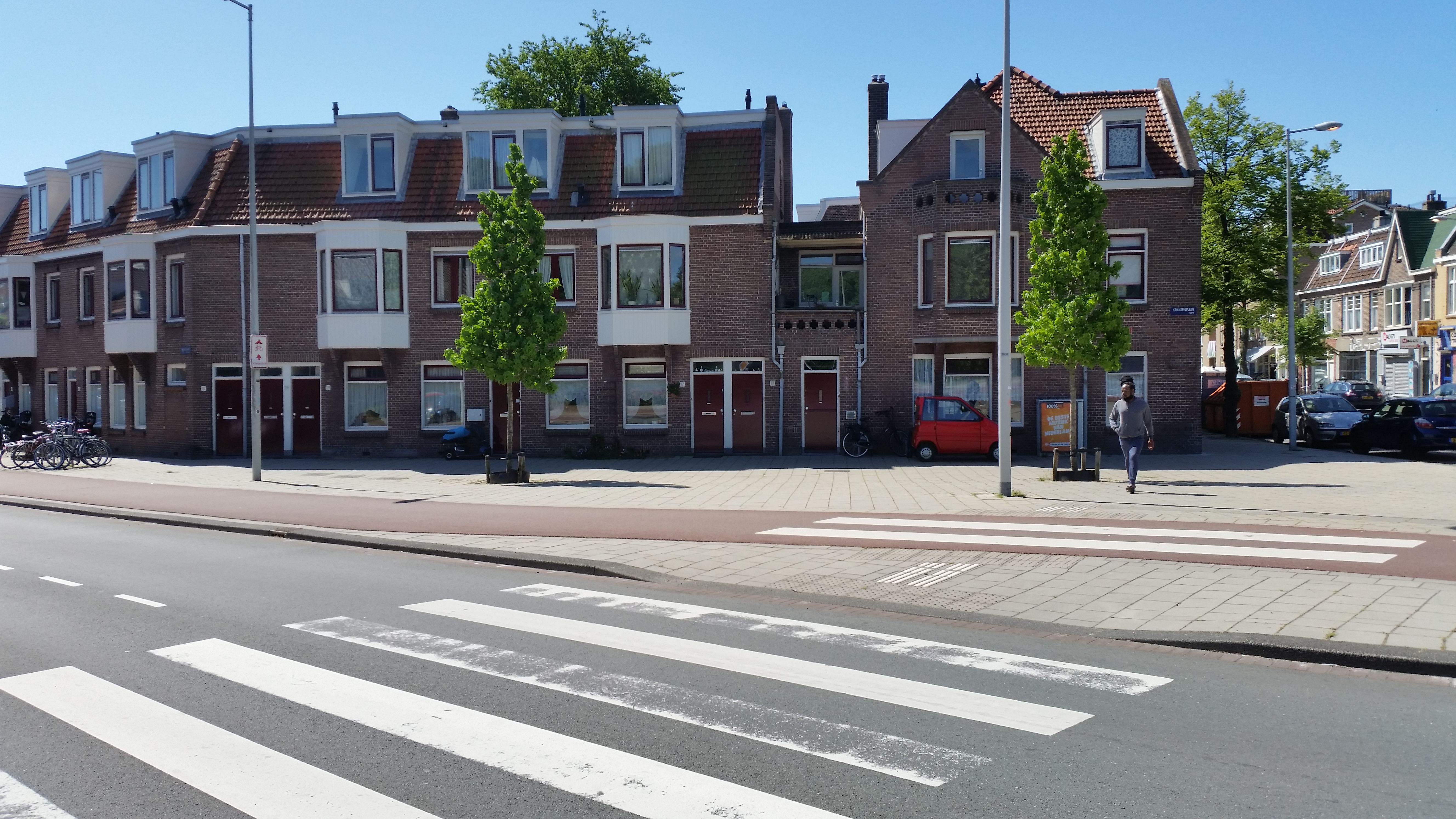
Kraaienplein 8-14 van Berlage en Van Epen (mei 2020)

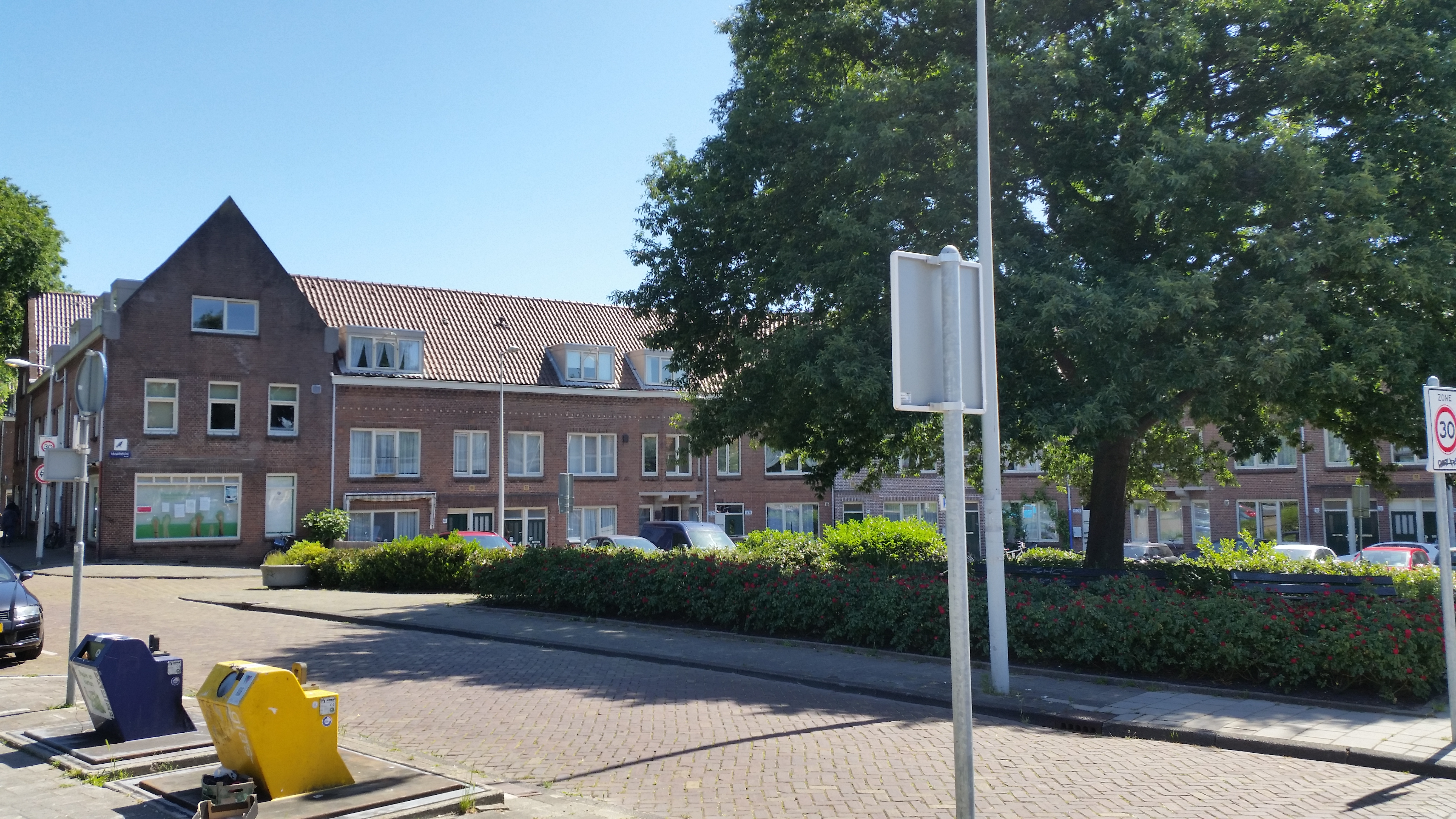
Kraaienplein 24-60 (mei 2020)

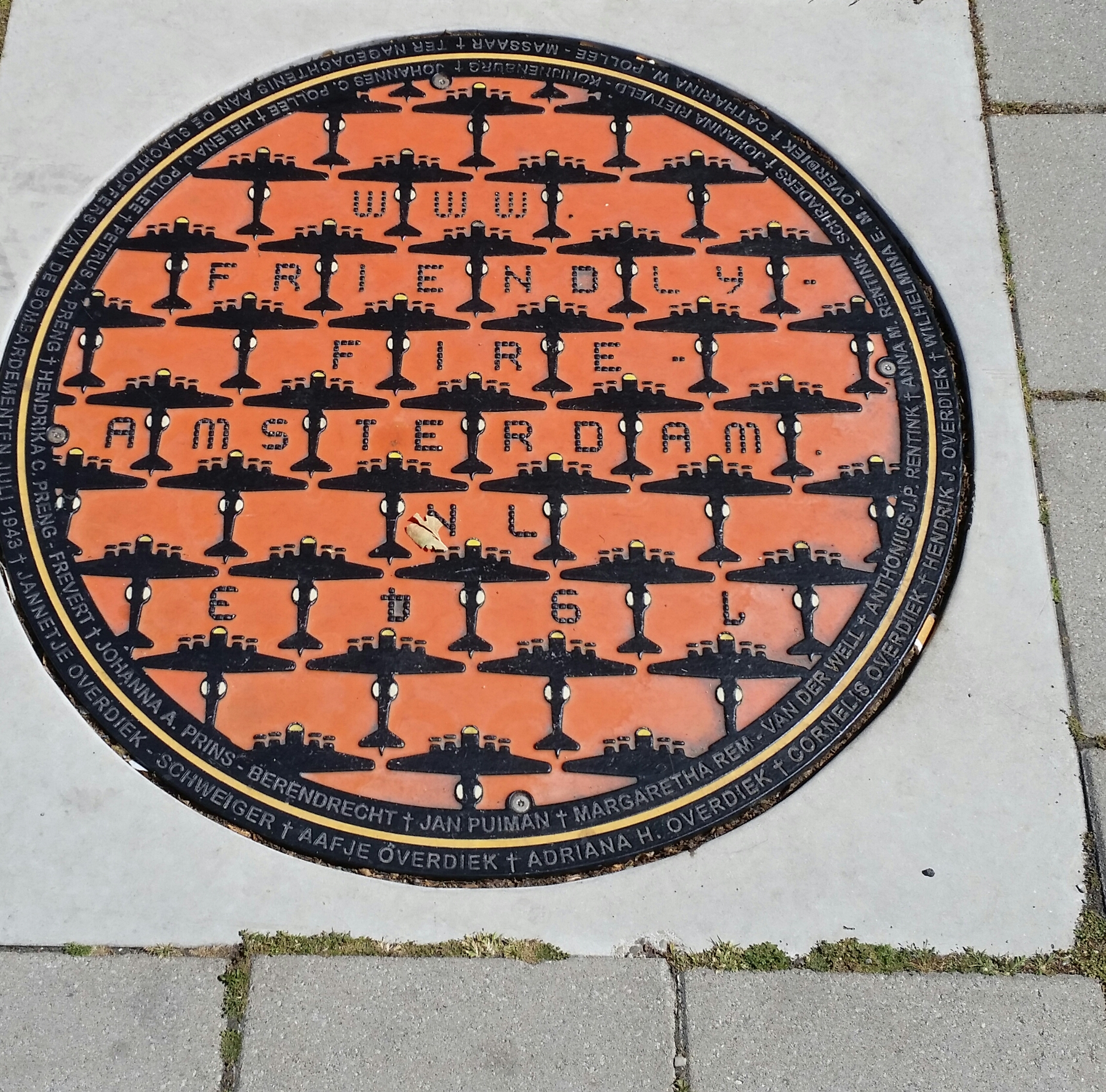
Putdekselmonument (mei 2020)

Het Kraaienplein is een plein in de Vogelbuurt Zuid in Amsterdam-Noord.

## Geschiedenis en ligging
Het plein kreeg per raadsbesluit van 6 juni 1917 haar naam, een vernoeming naar de vogelsoort kraaien. Alle straten en pleinen alhier zijn vernoemd naar vogels. Zo komen de Adelaarsweg, Havikslaan en Sperwerlaan op het plein uit. Via de Gerben Wagenaarbrug (brug 357) over het Noord-Hollands Kanaal heeft het verbinding met het Hagedoornplein in de Bloemenbuurt.
In de jaren zestig werd de afstand tussen beide pleinen groter toen daartussen de Nieuwe Leeuwarderweg werd aangelegd, de aan- en afvoer ten behoeve van de IJtunnel. Een ander resultaat was dat een brug met brughuisje ontworpen door Piet Kramer opgeofferd werd ten faveure van een grote betonnen verkeersbrug.

## Gebouwen
Het plein heeft op huisnummer 1 na alleen even huisnummers, oplopend van 2 tot en met 60.  

### Kraaienplein 1
Dat huisnummer 1 is wel een bijzonder gebouw. Het ging tijdenlang adresloos door het leven als het brugwachtershuis van de Gerben Wagenaarbrug. Amsterdam, waterschap en Waternet wilden begin 21e eeuw de besturing van bruggen centraal (en op afstand) regelen; het brugwachtershuis werd functieloos. Er werd een herbestemming gevonden als logiesruimte door de firma Sweets Hotel, die meer Amsterdamse brugwachtershuisjes ombouwde tot soortgelijke ruimten.

### Kraaienplein 2 en 4,6
Kraaienplein 2 en 4-6 aan de westkant van het plein maken deel uit van een blokje woningen ontworpen door de vrijwel onbekende architect G. Lorenz en stamt uit circa 1924.

### Kraaienplein 8-14
Architectonisch veel interessanter is een woningcomplex aan de zuidkant van het plein. Er staat daar verspreid over Havikslaan 4-40 (even nummers), Kraaienplein 8-14 (even nummers), Leeuwerikstraat 1-41 (oneven nummers), Nachtegaalstraat 116-197 (alle nummers), Sperwerlaan 2-42 (even nummers) en Spreeuwenpark 85-113 (oneven nummers) een wijk die ingericht is door Hendrik Petrus Berlage en Jop van Epen. Het zijn alle woningen van drie bouwlagen (begane grond, eerste verdiepingen, zolder) opgetrokken in de stijl van het rationalisme en wel voor de Algemeene Woningbouw-Vereeniging. Huizen stammen uit de periode 1911/1914. Het is een samenstel van een aantal indelingen langs straten maar ook binnenplaatsen (Havikslaan). Het complex werd op 23 december 2013 tot gemeentelijk monument (nummer 200719) verklaard.

### Kraaienplein 24-60
Kraaienplein 24-60 werd rond 1920 gebouwd naar ontwerp van architect Johan Rijnja, die hier veelvuldig samenwerkte met Berlage en Van Epen. Het vormt een hoekige kwartcirkel aan de oostzijde van het plein met vleugels langs de Havikslaan en Adelaarsweg.

## Kunst
Op het plein ligt een oorlogsmonument ter nagedachtenis van de slachtoffers van een Amerikaans bombardement op 17 april 1943. De Amerikanen trachtten de Fokkerfabriek in Amsterdam-Noord te treffen, maar raakten een woonwijk. Kunstenares Hester Oerlemans ontwierp in 2018 een reeks monumentjes in de vorm van  putdeksels met bommenwerpers en de namen van de slachtoffers ter nagedachtenis van dit Friendly fire.

## Openbaar vervoer
Bus 38 rijdt langs het plein.